# Édouard Cherix
Édouard Cherix (* 26. Oktober 1809 in Bex; † 10. Februar 1876 ebenda) war ein Schweizer Politiker. Von 1854 bis 1857 gehörte er dem Nationalrat an.

## Biografie
Cherix, der Sohn eines Landwirts, war von 1841 bis 1846 Beisitzer des Friedensgerichts. Im Militär war er von 1845 bis 1859 Kommandant des zweiten Kreises, von 1853 bis 1864 Oberstleutnant im Generalstab und von 1859 bis 1861 Grossrichter. Als Kandidat der Freisinnigen wurde Cherix 1842 in den Grossen Rat des Kantons Waadt gewählt, dem er bis 1849 angehörte. In den Jahren 1846/47 und 1855 bis 1857 amtierte er als Gemeindepräsident von Bex. 
Cherix kandidierte bei den Nationalratswahlen 1854 und wurde im Wahlkreis Waadt-Ost gewählt. Drei Jahre später verpasste er die Wiederwahl deutlich. 1862/63 sass er erneut im Grossen Rat. Das Anwesen Grand’Fontaine, das er von seinem Vater geerbt hatte, vermachte er der Armenkasse der Gemeinde Bex. Diese führt dort noch heute ein Pflegeheim.